# Czastary (gmina)

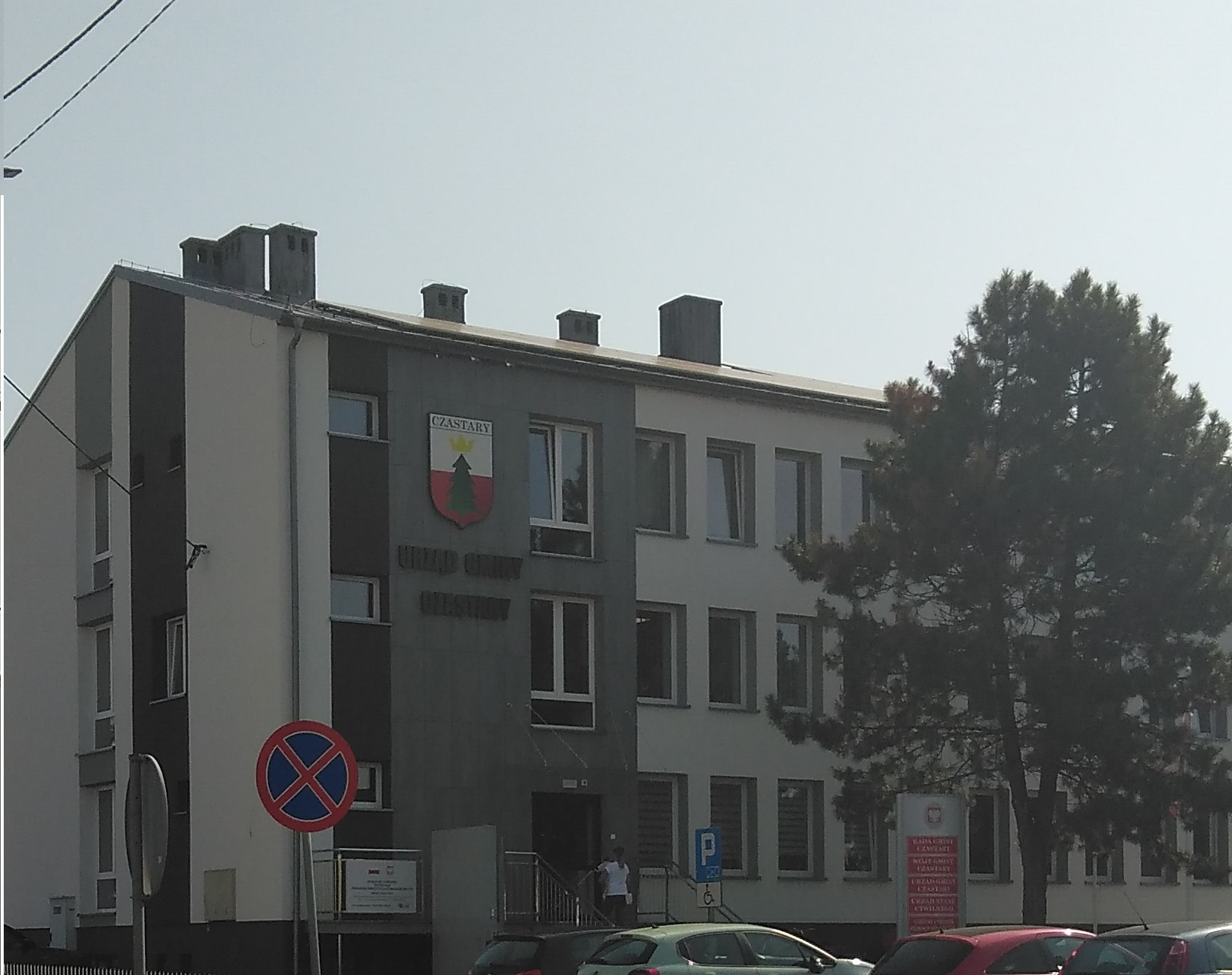
Urząd Gminy Czastary w 2024 r.

Czastary – gmina wiejska w województwie łódzkim, w powiecie wieruszowskim. W latach 1975–1998 gmina położona była w województwie kaliskim.
Siedziba gminy to Czastary.
Według danych z 31 grudnia 2011 r. gminę zamieszkiwały 4004 osoby. Natomiast według danych z 31 grudnia 2017 roku gminę zamieszkiwało 3949 osób.
Według danych z 31 grudnia 2019 roku gminę zamieszkiwało 3975 osób.

## Położenie

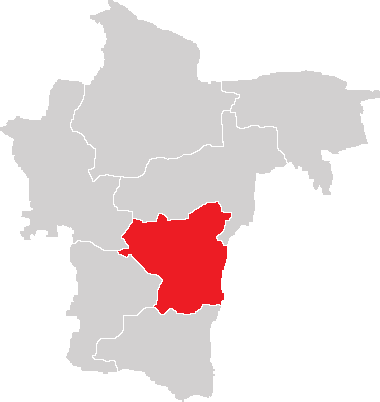
Gmina Czastary na obszarze powiatu wieruszowskiego

Gmina Czastary leży na obszarze Wyżyny Wieluńskiej. Siedzibą gminy jest miejscowość Czastary, usytuowana w jej północnej części. Nie posiada większego potencjału przemysłowego, jest gminą typowo rolniczą. Średnia wielkość gospodarstwa rolnego wynosi 5,8 ha. Prawie cała gmina jest zwodociągowana. W Czastarach istnieje Muzeum Przyrodnicze w którym między innymi zobaczyć można: rozgwiazdy, muszle, kamienie, skorupiaki, monety.

## Struktura powierzchni
Według danych z roku 2002 gmina Czastary ma obszar 62,67 km², w tym:
- użytki rolne: 72%
- użytki leśne: 22%

Gmina stanowi 10,88% powierzchni powiatu.

## Demografia

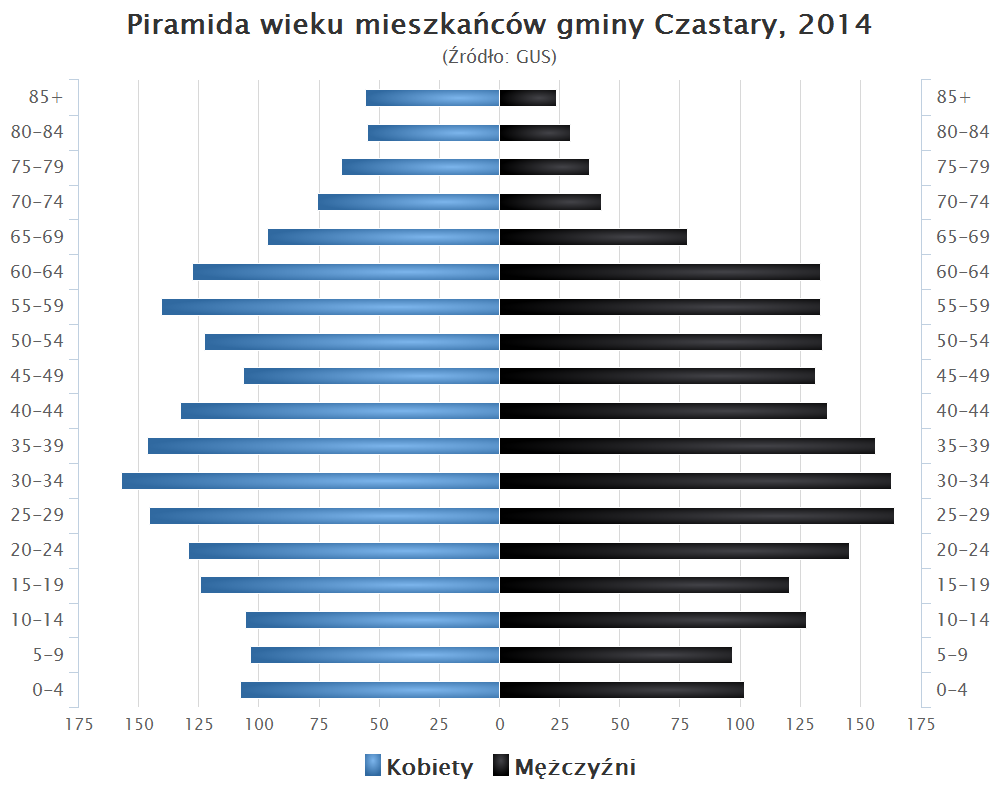
Piramida wieku mieszkańców gminy Czastary w 2014 roku

Dane z 30 czerwca 2004:
| Opis                              | Ogółem | Ogółem | Kobiety | Kobiety | Mężczyźni | Mężczyźni |
| --------------------------------- | ------ | ------ | ------- | ------- | --------- | --------- |
| jednostka                         | osób   | %      | osób    | %       | osób      | %         |
| populacja                         | 4054   | 100    | 2020    | 49,8    | 2034      | 50,2      |
| gęstość zaludnienia (mieszk./km²) | 64,7   | 64,7   | 32,2    | 32,2    | 32,5      | 32,5      |

## Sołectwa
Czastary (sołectwa: Czastary I i Czastary II), Jaworek, Józefów, Kąty Walichnowskie, Kniatowy, Krajanka, Krzyż, Parcice, Przywory, Radostów Pierwszy.
Miejscowości bez statusu sołectwa: Bielawka, Brzeziny, Chorobel, Czastary-Stacja, Dolina, Jaśki, Kniatowy (kolonia), Kolonia Wieruszowska, Koza, Nalepa, Radostów Drugi, Stępna.

## Sąsiednie gminy
Biała, Bolesławiec, Łubnice, Sokolniki, Wieruszów